# یو وین
UWIN یک بسته نرم‌افزار کامپیوتر ساخته شده توسط David Korn است که اجازه می‌دهد تا برنامه‌هایی که برای سیستم‌عامل Unix نوشته شده‌اند، در مایکروسافت ویندوز با کمی تغییر، در صورت وجود، ساخته و اجرا شوند. برخی از تولیدات نرم‌افزار به شرکت Wipro، در هند پیوست. مراجعات به نرم‌افزارهایی مثل U/WIN و AT&T Unix برای ویندوز، چه درست و چه غلط، در برخی موارد، به خصوص از روزهای ابتدایی وجودش، وجود دارد.
منبع UWIN تحت Eclipse Public License با منبع آزاد در دسترس است.
UWIN 5 با پوسته ویندوز پیشرفته FireCMD با پوسته Korn به عنوان یکی از سه پوسته پیش فرض موجود در هنگام نصب توزیع می‌شود، بقیه زبان برنامه‌نویسی FireCMD و فرمان پیش فرض ویندوز Cmd.exe هستند. پوسته‌های دیگر UWIN مانند csh و tclsh و مجموعه‌های دیگر قابلیت همکاری مانند جعبه ابزار MKS و پوسته‌های دیگر مانند مواردی که با توزیع‌های Pyton , Lua , Tcl و Ruby ارائه می‌شوند از جمله می‌توانند توسط کاربر / مدیر به منو اضافه شوند.

## جزئیات فنی
از نظر فنی، این یک کتابخانه X/Open برای ویندوز ۳۲ بیت واسط برنامه‌نویسی کاربردی (API) به نام Win32 است. UWIN شامل موارد زیر است:
- کتابخانه‌هایی که با پیاده‌سازی Unix API از یک محیط یونیکس تقلید می‌کنند.
- شامل فایل‌ها و ابزارهای توسعه مانند (cc(1), yacc(1), lex(1 و (make(1 است.
- (kch(1 (پوسته korn) و بیش از ۲۵۰ خدمت رفاهی مانند (ls(1), sed(1), cp(1), stty(1 و غیره.

بیشتر پیاده‌سازی Unix API توسط POSIX.DLL به صورت پویا در کتابخانه مشترک بارگذاری شده‌است. برنامه‌های مرتبط با POSIX.DLL به جای سیستم POSIX، توسط سیستم Win32 اجرا می‌شوند، بنابراین برنامه‌ها می‌توانند صدا زدن کتابخانه Unix و Win32 را آزادانه با یکدیگر مخلوط کنند. یک دستور (cc(1 برای کامپایل و پیوند برنامه‌ها برای UWIN روی ویندوز با استفاده از ابزارهای سنتی ساخت یونیکس مانند (make(1 ارائه شده‌است. دستور (cc(1 یک قسمت جلویی کامپایلر اصلی است که کامپایل و پیوند واقعی را انجام می‌دهد؛ که توسط کامپایلر Digital Mars C/C++ , Visual C/C++ 7.X , Visual C/C++ 6.X ,Microsoft Visual C/C++ 5.X Borland C/C++ و MinGW قایل استفاده است. کامپایلر GNU و ابزارهای توسعه هم برای دانلود برای UWIN در دسترس اند.
UWIN روی ویندوز NT/2000/XP/7 با سیستم فایل NTFS بهترین عملکرد را دارد، اما می‌تواند در حالت تخریب شده با استفاده از FAT، و در حالت تخریب بیشتر روی ویندوز ME/95/98 اجرا شود. (برای جزئیات بیشتر قسمت پیوند به بیرون را ببینید) یک نسخه بتا برای ویندوز ویستا و ۷ با عنوان UWin 5.0b منتشر شده‌است (در ۱۷ ژوئن 2011). در ۱۹ ژانویه ۲۰۱۶ توسط AT&T اعلام شد که بسته‌های منبع AST و UWIN به github منتقل شده‌اند.